# Palazzo della Banca Popolare di Lecco
Il Palazzo della Banca Popolare di Lecco sorge a Lecco nella centrale piazza Garibaldi, di fronte a Palazzo Falk. Il palazzo fu progettato dall'architetto Mino Fiocchi nel 1941, ma si deve a Piero Portaluppi la sua facciata attuale, modificata nel 1957. Essa è tripartita con un corpo centrale avanzato che si apre con un triplice fornice centrale ed ha 19 finestre per piano. Posteriormente l'edificio affaccia con un lungo porticato su piazza Affari.
L'edificio è il più grande tra quelli storici di tutta la città.
Sul lato orientale è posta una scultura dei primi anni settanta di Romano Rui.